# Isidre Pou de Jafre
Isidre Teixidor i Pou (Jafre-Baix Empordà, 11 de desembre del 1664 - Jafre, 9 de novembre del 1722) va ser un militar dels exèrcits de Carles II, de Lluís XIV i de Felip V. Després del 1714 fou un dels principals caps de la lluita contra l'exèrcit francès de James Fitz-James Stuart, Duc de Berwick que participà en la Guerra de la Quàdruple Aliança que tingué Catalunya com a escenari.
Fou conegut com el coronel Pou de Jafre (Pau de Jaffre, pronunciat Po de Jafre, en els documents francesos de l'època). Va optar per enrolar-se a l'exèrcit reial, on va començar com a capità de fusellers de muntanya, i va ascendir, fins a ocupar el càrrec de coronel de dragons de l'Empordà, i poc després el de brigadier. No tenia antecedents familiars militars. Va quedar orfe de pare i mare molt jove i va créixer sota la tutela del seu avi patern, en Francesc Teixidor, un pagès molt arrelat al poble. El 1689 formava part dels quadres de comandament de l'exèrcit reial que va sufocar la Revolta dels Barretines a la ciutat de Barcelona. Fou per aquest èxit militar que el rei Carles II li va concedir el 1690 el privilegi de «fidelíssim al braç militar de Catalunya i els comtats del Rosselló i la Cerdanya».
El 1710, amb el grau de coronel i comandant un batalló que duia el seu nom, va participar en el setge de la ciutat de Girona. Des del 1706, poc després de començar la guerra, era al Rosselló amb el seu batalló, integrat en l'exèrcit del Rei de França, sota les ordres de primer del Duc de Noailles i més tard del Duc de Berwick. El setembre del 1713 va formar part de les tropes que dugueren a terme l'ocupació, saqueig i incendi de la vila de Terrassa. El 1719, a la Guerra de la Quàdruple Aliança, el trobem dins de l'exèrcit espanyol intentant capturar combatents de l'exèrcit francès del Duc de Berwick, com Pere Joan Barceló (Carrasclet), Segimon Torres, Joan Vilar i Ferrer o Francesc Bernic. Aquest darrer, coronel i cap d'una unitat d'arquebusiers de nova lleva de l'exèrcit francès del Duc de Berwick formada al Rosselló, fou capturat per Pou de Jafre el setembre de 1719 a la població de La Llacuna (Anoia). És curiós de notar que en cinc anys va passar de ser un subordinat del Duc de Berwick a ser-ne un enemic.